# Прапори Краснодарського краю
Список прапорів міських округів, муніципальних районів і міських поселень Краснодарського краю Російської Федерації. 
Станом на 1 січня 2012 року в Краснодарському краї налічувалося 7 міських округів, 37 муніципальних районів і 30 міських поселень. 
1 липня 2002 року, постановою глави Адміністрації Краснодарського краю № 720, була утворена Геральдична комісія при голові адміністрації Краснодарського краю, що є дорадчим органом, з метою геральдичного забезпечення та координації єдиної державної політики в галузі створення офіційної місцевої символіки в Краснодарському краї. Комісія проводить в установленому порядку роботу по створенню в краї офіційних місцевих символів і здійснює контроль за їх використанням, проводить облік офіційних місцевих символів і геральдичних знаків. 

## Прапори міських округів
| Прапор | Назва                                                  | Дата затвердження | Номер в Державному геральдичному реєстрі |
| ------ | ------------------------------------------------------ | ----------------- | ---------------------------------------- |
|        | Прапор муніципального утворення місто Краснодар        | 13 липня 2006     | 2638                                     |
|        | Прапор муніципального утвореннямісто-курорт Анапа      | 8 квітня 2005     | 1877                                     |
|        | Прапор муніципального утворення місто Армавір          | 20 жовтня 2005    | 2047                                     |
|        | Прапор муніципального утворення місто-курорт Геленджик | 8 квітня 2005     | 1865                                     |
|        | Прапор муніципального утворення місто Гарячий Ключ     | 16 серпня 2002    | 1004                                     |
|        | Прапор муніципального утворення місто Новоросійськ     | 24 липня 2007     | 3490                                     |
|        | Прапор муніципального утворення місто-курорт Сочі      | 14 лютого 2006    | 1982                                     |

## Прапори муніципальних районів
| Прапор | Назва                                                     | Дата затвердження | Номер в Державному гербовому реєстрі |
| ------ | --------------------------------------------------------- | ----------------- | ------------------------------------ |
|        | Прапор муніципального утворення Абінський район           | 24 листопада 2004 | 1731                                 |
|        | Прапор муніципального утворення Апшеронський район        | 1 березня 2006    | 2284                                 |
|        | Прапор муніципального утворення Білоглинський район       | 14 червня 2006    | 2394                                 |
|        | Прапор муніципального утворення Білоріченський район      | 18 липня 2006     | 2585                                 |
|        | Прапор муніципального утворення Брюховецький район        | 16 листопада 2006 | 2744                                 |
|        | Прапор муніципального утворення Виселковський район       | 14 червня 2006    | 2391                                 |
|        | Прапор муніципального утворення Гулькевицький район       | 26 лютого 2006    | 2288                                 |
|        | Прапор муніципального утворення Динськой район            | 22 серпня 2006    | 2591                                 |
|        | Прапор муніципального утворення Єйський район             | 28 березня 2006   | 2262                                 |
|        | Прапор муніципального утворення Кавказький район          | 27 січня 2006     | 2139                                 |
|        | Прапор муніципального утворення Калінінський район        | 16 грудня 2005    | 2152                                 |
|        | Прапор муніципального утворення Канівський район          | 11 травня 2006    | 2267                                 |
|        | Прапор муніципального утворення Кореновський район        | 26 серпня 2005    | 1960                                 |
|        | Прапор муніципального утворення Червоноармійський район   | 28 грудня 2005    | 2166                                 |
|        | Прапор муніципального утворення Криловський район         | 12 грудня 2006    | 2909                                 |
|        | Прапор муніципального утворення Кримський район           | 25 жовтня 2006    | 2740                                 |
|        | Прапор муніципального утворення Курганинський район       | 10 лютого 2006    | 2178                                 |
|        | Прапор муніципального утворення Кущівський район          | 17 лютого 2006    | 2281                                 |
|        | Прапор муніципального утворення Лабинський район          | 3 листопада 2005  | 2044                                 |
|        | Прапор муніципального утворення Ленінградський район      | 11 серпня 2004    | 1544                                 |
|        | Прапор муніципального утворення Мостовський район         | 14 травня 2004    | 1875                                 |
|        | Прапор муніципального утворення Новокубанський район      | 21 листопада 2006 | 2742                                 |
|        | Прапор муніципального утворення Новопокровський район     | 24 листопада 2005 | 2051                                 |
|        | Прапор муніципального утворення Отрадненський район       | 18 квітня 2005    | 1881                                 |
|        | Прапор муніципального утворення Павлівский район          | 6 грудня 2006     | 2915                                 |
|        | Прапор муніципального утворення Приморско-Ахтарский район | 16 грудня 2005    | 2147                                 |
|        | Прапор муніципального утворення Сіверський район          | 3 серпня 2006     | 2573                                 |
|        | Прапор муніципального утворення Слов'янський район        | 18 жовтня 2005    | 2038                                 |
|        | Прапор муніципального утворення Старомінський район       | 13 червня 2006    | 2386                                 |
|        | Прапор муніципального утворення Тбіліський район          | 2 серпня 2006     | 2595                                 |
|        | Прапор муніципального утворення Темрюкський район         | 30 січня 2006     | 2141                                 |
|        | Прапор муніципального утворення Тимашівський район        | 22 грудня 2004    | 1689                                 |
|        | Прапор муніципального утворення Тихоріцький район         | 24 червня 2004    | 1540                                 |
|        | Прапор муніципального утворення Туапсинський район        | 30 червня 2003    | 1812                                 |
|        | Прапор муніципального утворення Успінский район           | 2 лютого 2006     | 1949                                 |
|        | Прапор муніципального утворення Усть-Лабинський район     | 15 лютого 2007    | 3180                                 |
|        | Прапор муніципального утворення Щербинівський район       | 2 грудня 2005     | 2150                                 |

## Прапори міських поселень
| Прапор | Назва                                                                          | Дата затвердження | Номер в Державному гербовому реєстрі |
| ------ | ------------------------------------------------------------------------------ | ----------------- | ------------------------------------ |
|        | Прапор Абінського міського поселення Абінського району                         | 11 вересня 2009   | 5774                                 |
|        | Прапор Апшеронського міського поселення Апшеронського району                   | 26 листопада 2012 | 8145                                 |
|        | Прапор Афіпського міського поселення Сіверського району                        | 7 вересня 2010    | 6374                                 |
|        | Прапор Ахтирського міського поселення Абінського району                        | 24 вересня 2009   | 5635                                 |
|        | Прапор Білоріченського міського поселення Белореченского района                | 29 травня 2007    | 4303                                 |
|        | Прапор Гірейського міського поселення Гулькевицького району                    | 23 грудня 2013    | 9093                                 |
|        | Прапор Гулькевицького міського поселення Гулькевицького району                 | 29 січня 2010     | 5925                                 |
|        | Прапор Джубгського міського поселення Туапсинського району                     | 28 лютого 2013    | 8159                                 |
|        | Прапор Єйського міського поселення Єйського району                             | 28 червня 2005    | 1936                                 |
|        | Прапор Ільського міського поселення Сіверського району                         | 16 грудня 2010    | 6787                                 |
|        | Прапор Коренівського міського поселення Коренівського району                   | 27 квітня 2007    | 3912                                 |
|        | Прапор Красносільського міського поселення Гулькевицького району               | 28 листопада 2008 | 4655                                 |
|        | Прпор Кропоткінського міського поселення Кавказького району                    | 24 листопада 2005 | 2034                                 |
|        | Прапор Кримського міського поселення Кримського району                         | 3 серпня 2007     | 3619                                 |
|        | Прапор Курганинського міського поселення Курганинського району                 | 28 липня 2010     | 6282                                 |
|        | Прапор Лабінського міського поселення Лабінського району                       | 23 травня 2007    | 3621                                 |
|        | Прапор Мостовського міського поселення Мостовського району                     | 27 березня 2012   | 7651                                 |
|        | Прапор Нафтогорського міського поселення Апшеронського району                  | 30 травня 2012    | 7994                                 |
|        | Прапор Новокубанського міського поселення Новокубанського району               | 19 лютого 2010    | 5914                                 |
|        | Прапор Новомихайлівського міського поселення Туапсинського району              | 31 серпня 2009    | 6989                                 |
|        | Прапор Приморсько-Ахтарського міського поселення Приморсько-Ахтарського району | 12 лютого 2008    | 4121                                 |
|        | Прапор Псебайського міського поселення Мостовського району                     | 21 листопада 2014 | 9900                                 |
|        | Прапор Слов'янського міського поселення Слов'янського району                   | 26 вересня 2007   | 3665                                 |
|        | Прапор Темрюкського міського поселення Темрюкського району                     | 29 грудня 2005    | 2170                                 |
|        | Прапор Тимашівського міського поселення Тимашівського району                   | 8 листопада 2007  | 3806                                 |
|        | Прапор Тихорецького міського поселення Тихорецького району                     | 4 лютого 2005     | 1830                                 |
|        | Прапор Туапсинського міського поселення Туапсинського району                   | 1 березня 2005    | 1807                                 |
|        | Прапор Усть-Лабинського міського поселення Усть-Лабинського району             | 2 лютого 2010     | 5927                                 |
|        | Прапор Хадиженського міського поселення Апшеронського району                   | 14 лютого 2012    | 7482                                 |
|        | Прапор Чорноморського міського поселення Сіверського району                    | 16 вересня 2010   | 6465                                 |

## Скасовані прапори
| Прапор | Назва                                                        | Дата затвердження | Дата скасування |
| ------ | ------------------------------------------------------------ | ----------------- | --------------- |
|        | Прапор міста Краснодара                                      | 23 вересня 2003   | 13 липня 2006   |
|        | Прапор міста-курорту Анапа                                   | 14 квітня 1999    | 8 квітня 2005   |
|        | Прапор міста-курорту Геленджик                               | 14 жовтня 1998    | 8 квітня 2005   |
|        | Прапор міста Новоросійська                                   | 10 вересня 1999   | 24 липня 2007   |
|        | Прапор муніципального утворення Апшеронський район           | 8 вересня 2005    | 1 березня 2006  |
|        | Прапор муніципального утворення Дінського району             | 22 листопада 2004 | 22 серпня 2006  |
|        | Прапор муніципального утворення Павловський район            | 24 серпня 2006    | 6 грудня 2006   |
|        | Прапор Сіверського району                                    | 23 жовтня 1997    | 3 серпня 2006   |
|        | Прапор міста Єйська                                          | січень 1997       | 28 червня 2005  |
|        | Прапор міста Лабинска                                        | 9 грудня 1998     | 23 травня 2007  |
|        | Прапор Псебайского міського поселення Мостовського району    | 5 листопада 2013  |                 |
|        | Прапор Слов'янського міського поселення слов'янського району | 20 червня 2006    | 26 вересня 2007 |